# Hildegard Norberg

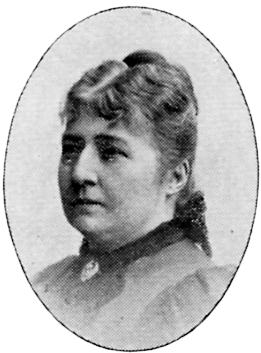
Hildegard Norberg.

Hildegard Christina Norberg, född 5 juli 1844 i Stockholm, död där 27 juni 1917, var en svensk målare.
Norberg studerade vid Stockholms konstakademi och i Paris. Hon gjorde sig känd som en skicklig porträttör. Bland hennes arbeten märks ett av Georg Lindhagen i Vetenskapsakademiens ägo. Hon blev 1889 ledamot av Konstakademien. Hildegard Norberg finns representerad i Nationalmuseums samlingar.